# Kenneth Sutherland
Kenneth Charles Sutherland (nascido em 23 de abril de 1943) é um ex-ciclista olímpico belizenho. Representou sua nação nos Jogos Olímpicos de Verão de 1968, na prova de velocidade.